# Comics Magazine Company
Comics Magazine Company est une maison d'édition américaine de comic books fondée en 1936 par deux employés de National Allied Publications qui ne supportaient plus la mauvaise gestion de l'entreprise. Elle lance quatre comic books avant d'être rachetée au printemps 1937 par Ultem Publications. Bien que son existence soit brève, elle marque l'histoire du comic book en ayant l'idée des premiers comic books thématiques, à une époque ou ceux-ci mêlaient encore réalisme et humour.

## Histoire
En février 1936, John F. Mahon et William H. Cook, respectivement directeur commercial et rédacteur en chef de la National Allied Publications, quittent l'entreprise, ne supportant plus la mauvaise gestion de l'entreprise et fondent la Comics Magazine Company. Leur premier comic book, The Comics Magazine paraît le mois suivant, suivant le modèle instauré par Malcolm Wheeler-Nicholson avec New Comics : des histoires inédites, un mélange d'humour et d'aventure. Cela est d'autant plus facile aux deux hommes qu'ils avaient aisément convaincu plusieurs auteurs de National Allied de les rejoindre, leur promettant qu'avec eux, ils seraient payés. À partir du second numéro, ce comic book prend le nom de Funny Pages.
Dans les derniers mois de 1936, Comics Magazine lance trois magazine : Funny Picture Stories (septembre), Detective Picture Stories (octobre) et Western Picture Stories (décembre). Bien qu'aucun d'entre eux ne vive très longtemps, ces trois titres sont tous selon l'historien du comic book Mike Benton des « livres importants ». En effet, Funny Picture Stories, uniquement consacré à la bande dessinée d'aventure, est le premier comic book thématique. Y figure également le premier héros masqué du comic book, The Clock, une création de George Brenner. Detective Picture Stories est le premier comic book policier tandis que Western Picture Stories inaugure en même temps que Star Ranger le comic book de western.
Cependant, le succès n'est pas au rendez-vous, faute de qualité et de distribution. Seuls cinq numéros de Detective Picture Stories sont publiés et les titres restant sont revendus au printemps à I. W. Ullman et Frank Z. Temerson, qui créent sur cette base Ultem Publications. Ultem poursuit Funny Pages et Funny Picture Stories avant d'être elle-même rachetée par Centaur Publications fin 1937 qui arrête ces titres en 1940 et 1939 respectivement.

## Titres publiés
Les dates de parution indiquées sont les dates figurant en couverture. La date de sortie réelle en kiosque est inférieure de deux ou trois mois à cette date.
| Titre                             | Nombre de numéros | Dates de parution | Notes                                                                                |
| --------------------------------- | ----------------- | ----------------- | ------------------------------------------------------------------------------------ |
| The Comics Magazine / Funny Pages | 11                | 05/1936-06/1937   | Poursuivi par Ultem.                                                                 |
| Funny Picture Stories             | 7                 | 11/1936-06/1937   | Premier comic book d'aventure et premier comic book thématique. Poursuivi par Ultem. |
| Detective Picture Stories         | 5                 | 12/1936-04/1937   | Premier comic book policier. Non relancé par Ultem.                                  |
| Western Picture Stories           | 4                 | 02/1937-06/1937   | Premier comic book de western, concurremment avec Star Ranger. Abandonné par Ultem.  |

## Documentation
- (en) Mike Benton, « Comics Magazine Company, Inc. », The Comics Book in America. An Illustrated History, Dallas : Taylor Publishing Company, 1989, p. 100-101.
- Jean-Paul Gabilliet, Des comics et des hommes. Histoire culturelle du comic books aux États-Unis, Éditions du Temps, 2005.